# Liste des ministres de l'Économie en Région wallonne
En Belgique, la politique économique est du ressort des régions depuis le 10 octobre 1980, à la suite de la deuxième réforme de l'État. Les régions deviennent alors compétentes pour :
1. La politique économique ;
2. Les aspects régionaux de la politique du crédit, en ce compris la création et la gestion des organismes publics de crédit ;
3. La politique des débouchés et des exportations, sans préjudice de la compétence fédérale[2] :
  1. d'octroyer des garanties contre les risques à l'exportation, à l'importation et à l'investissement ; la représentation des régions sera assurée dans les institutions et les organes fédéraux qui fournissent ces garanties ;
  2. en matière de politique commerciale multilatérale, sans préjudice de la mise en œuvre de l'article 92bis, § 4bis ;
4. L'importation, l'exportation et le transit d'armes, de munitions, et de matériel devant servir spécialement à un usage militaire ou de maintien de l'ordre et de la technologie y afférente ainsi que des produits et des technologies à double usage, sans préjudice de la compétence fédérale pour l'importation et l'exportation concernant l'armée et la police et dans le respect des critères définis par le Code de conduite de l'Union européenne en matière d'exportation d'armements [3] ;
5. Les richesses naturelles.
6. Les conditions d'accès à la profession, à l'exception des conditions d'accès aux professions des soins de santé et aux professions intellectuelles prestataires de services[4] ;
7. Les règles spécifiques concernant le bail commercial[4] ;
8. Les activités du Fonds de participation, en ce compris l'indemnité compensatoire de pertes de revenus en faveur des travailleurs indépendants victimes de nuisances dues à la réalisation de travaux sur le domaine public[4] ;
9. Le tourisme[4].

Toutefois,
1. toute réglementation édictée par la Région en ce qui concerne les avantages fiscaux relevant de la fiscalité nationale et attribués en exécution des lois d'expansion économique, est soumise à l'accord de l'(autorité fédérale) compétente ;
2. en matière d'expansion économique, le Conseil des ministres peut octroyer, sur proposition du Gouvernement régional concerné, la garantie de l'Etat prévue aux articles 19 à 21 et 22, alinéa 3, e, de la loi du 30 décembre 1970 sur l'expansion économique.

En matière économique, les Régions exercent leurs compétences dans le respect des principes de la libre circulation des personnes, biens, services et capitaux et de la liberté de commerce et d'industrie, ainsi que dans le respect du cadre normatif général de l'union économique et de l'unité monétaire, tel qu'il est établi par ou en vertu de la loi, et par ou en vertu des traités internationaux.
À cette fin, l'autorité fédérale est compétente pour fixer les règles générales en matière :
1. de marchés publics ;
2. de protection des consommateurs ;
3. d'organisation de l'économie ;
4. de plafonds d'aides aux entreprises en matière d'expansion économique, qui ne peuvent être modifiés que de l'accord des Régions.

L'autorité fédérale est, en outre, seule compétente pour :
1. la politique monétaire aussi bien interne qu'externe ;
2. la politique financière et la protection de l'épargne, en ce compris la réglementation et le contrôle des établissements de crédit et autres institutions financières et des entreprises d'assurances et assimilées, des sociétés de portefeuille et des fonds communs de placement, le crédit hypothécaire, le crédit à la consommation, le droit bancaire et de l'assurance, ainsi que la constitution et la gestion de ses institutions publiques de crédit ;
3. la politique des prix et des revenus, à l'exception de la réglementation des prix dans les matières qui relèvent de la compétence des régions et des communautés, sous réserve de l'article 6, § 1er, VII, alinéa 2, d) ;
4. le droit de la concurrence et le droit des pratiques du commerce, à l'exception de l'attribution des labels de qualité et des appellations d'origine, de caractère régional ou local ;
5. le droit commercial et le droit des sociétés ;
6. la propriété industrielle et intellectuelle ;
7. Les contingents et licences (à l'exception des licences pour l'importation, l'exportation et le transit d'armes, de munitions, et de matériel devant servir spécialement à un usage militaire ou de maintien de l'ordre et de la technologie y afférente ainsi que des produits et des technologies à double usage, sans préjudice de la compétence fédérale pour celles concernant l'armée et la police) ;
8. la métrologie et la normalisation, à l'exception de ce qui est visé à l'article 6, § 1er, XII, 5°.]8 ;
9. le secret statistique ;
10. la Société nationale d'investissement ;
11. le droit du travail et la sécurité sociale.

## Titulaires
| Titulaire          | Titulaire                         | Parti | Mandat                                                          | Gouvernement                                                                                              | Portefeuille ministériel | Législature |
| ------------------ | --------------------------------- | ----- | --------------------------------------------------------------- | --- | --- | --- |
|                    | Jean-Maurice Dehousse (1936-2023) | PS    | 27 janvier 1982 – 11 décembre 1985 (3 ans, 10 mois et 14 jours) | Damseaux                                                                                                  | Ministre de l’Économie | 1re |
| Dehousse II        | Jean-Maurice Dehousse (1936-2023) | PS    | 27 janvier 1982 – 11 décembre 1985 (3 ans, 10 mois et 14 jours) | Ministre-Président, chargé de l’Économie                                                                  | | 1re |
|                    | Arnaud Declety (1933-2000)        | PRL   | 11 décembre 1985 – 4 février 1988 (2 ans, 1 mois et 24 jours)   | Wathelet                                                                                                  | Ministre de l’Économie, de l’Emploi et des Classes moyennes | 2e |
|                    | Philippe Busquin (1941- )         | PS    | 4 février 1988 – 10 mai 1988 (3 mois et 6 jours)                | Coëme | Ministre de l’Économie, des P.M.E. et de l’Emploi | 3e |
|                    | Bernard Anselme (1945- )          | PS    | 10 mai 1988 – 8 janvier 1992 (3 ans, 7 mois et 29 jours)        | Anselme                                                                                                   | Ministre-Président, chargé de l’Économie et des P.M.E. | 3e |
|                    | Guy Spitaels (1931-2012)          | PS    | 8 janvier 1992 – 25 janvier 1994 (2 ans et 17 jours)            | Spitaels                                                                                                  | Ministre-Président, chargé de l’Économie, des P.M.E. et des Relations extérieures | 4e |
|                    | Robert Collignon (1943- )         | PS    | 25 janvier 1994 – 15 juillet 1999 (5 ans, 5 mois et 20 jours)   | Collignon I                                                                                               | Ministre-Président, chargé de l’Économie, des P.M.E., des Relations extérieures et du Tourisme | 4e |
| Collignon II       | Robert Collignon (1943- )         | PS    | 25 janvier 1994 – 15 juillet 1999 (5 ans, 5 mois et 20 jours)   | Ministre-Président, chargé de l’Économie, du Commerce extérieur, des P.M.E., du Tourisme et du Patrimoine | 5e | |
|                    | Serge Kubla (1947- )              | PRL   | 15 juillet 1999 – 27 juillet 2004 (5 ans et 12 jours)           | Di Rupo I                                                                                                 | Vice-président, ministre de l’Économie, des P.M.E., de la Recherche et des Technologies nouvelles | 6e |
| Van Cauwenberghe I | Serge Kubla (1947- )              | PRL   | 15 juillet 1999 – 27 juillet 2004 (5 ans et 12 jours)           | | Vice-président, ministre de l’Économie, des P.M.E., de la Recherche et des Technologies nouvelles | 6e |
|                    | Jean-Claude Marcourt (1956- )     | PS    | 27 juillet 2004 – 28 juillet 2017 (13 ans et 1 jour)            | Van Cauwenberghe II                                                                                       | Ministre de l’Économie et de l'Emploi | 7e |
| Di Rupo II         | Jean-Claude Marcourt (1956- )     | PS    | 27 juillet 2004 – 28 juillet 2017 (13 ans et 1 jour)            | Ministre de l’Économie, de l'Emploi et du Commerce extérieur                                              | | 7e |
| Demotte I          | Jean-Claude Marcourt (1956- )     | PS    | 27 juillet 2004 – 28 juillet 2017 (13 ans et 1 jour)            | Ministre de l’Économie, de l'Emploi, du Commerce extérieur et du Patrimoine                               | | 7e |
| Demotte II         | Jean-Claude Marcourt (1956- )     | PS    | 27 juillet 2004 – 28 juillet 2017 (13 ans et 1 jour)            | Vice-président, ministre de l’Économie, de l'Emploi, du Commerce extérieur et des Technologies nouvelles  | 8e | |
| Magnette           | Jean-Claude Marcourt (1956- )     | PS    | 27 juillet 2004 – 28 juillet 2017 (13 ans et 1 jour)            | Vice-président, ministre de l’Économie, de l'Industrie, de l'Innovation et du Numérique                   | 9e | |
|                    | Pierre-Yves Jeholet (1968- )      | MR    | 28 juillet 2017 – 13 septembre 2019 (2 ans, 1 mois et 16 jours) | Borsus | 9e | Vice-président, ministre de l’Économie, de l’Industrie, de la Recherche, de l’Innovation, du Numérique, de l’Emploi et de la Formation |
|                    | Willy Borsus (1962- )             | MR    | 13 septembre 2019 – (5 ans, 8 mois et 28 jours)                 | Di Rupo III                                                                                               | Vice-président, ministre de l’Économie, du Commerce extérieur, de la Recherche et de l’Innovation, du Numérique, de l’Aménagement du territoire, de l’Agriculture, de l’IFAPME et des Centres de compétences | 10e |

## Sources et références
1. ↑  Loi spéciale de réformes institutionnelles du 8 août 1980, M.B., 15 août 1980, art. 6, § 1er, VI.
2. ↑  Depuis le 1er janvier 2002, en vertu de la loi du 13 juillet 2001.
3. ↑  Depuis le 30 août 2003, en vertu de la loi du 12 août 2003.
4. 1 2 3 4  Depuis le 1er juillet 2014, en vertu de la loi du 6 janvier 2014, adoptée dans le cadre de la sixième réforme de l'État.